# Teresa Bassa
Teresa Bassa (Granollers, segle XX) fou una artista catalana.
Es va casar amb Ramon Estany, provinent de la Segarra. Junts regentaven una botiga de confecció a la plaça dels Cabrits de Granollers. El seu fill fou Salvador Estany i Bassa, doctor en filosofia i un dels impulsors del moviment escolta a Granollers.
Com artista, va fer la bandera del Club Balonmano Granollers el 1954 i té diverses obres al Museu de Granollers. Va estar vinculada a Esquerra Republicana a Granollers.